# Amics per sempre (pel·lícula de 2017)
Amics per sempre és un telefilm espanyol dirigit per Román Parrado amb guió de Roger Danès i Alfred Pérez Fargas produït per Televisió de Catalunya i l'Institut Català de les Empreses Culturals. Ha estat doblat al català i emès per TV3 el 25 de juliol de 2017. Fou feta per commemorar el 25è aniversari dels Jocs Olímpics de 1992.

## Sinopsi
Barcelona, estiu de 1992. Són temps gloriosos per a tots... Per a tots menys per Carles, propietari de l'última guingueta de la Barceloneta. Endeutat, sense clients, recentment divorciat i a punt de perdre el negoci familiar i l'amor de la seva filla adolescent, la mala sort no deixa de perseguir-lo. En un intent desesperat de canalitzar la situació, Carles improvisa una mentida genial, que molt aviat de convertirà en el seu pitjor malson. S'inventa que Michael Jordan, l'ídol de la seva filla, acudirà a menjar a la guingueta just després de finalitzar els Jocs Olímpics d'Estiu de 1992.

## Repartiment
- Òscar Muñoz...	Carles
- Betsy Túrnez...	Mariluz
- Zoe Stein	...	Sara
- Anna Cortés...	Irene
- Marta Bayarri...	Isabel
- Lluís Villanueva	... Tito
- Pol López	...	Raspa
- Ernesto Collado...	Miki
- Enric Ases	...	Palanca
- Boris Ruiz...	Manel

## Nominacions
Nominada al Gaudí a la millor pel·lícula per a televisió 2018.